# 人間研究所 〜かわいいホモサピ大集合!!〜
『人間研究所 〜かわいいホモサピ大集合!!〜』（にんげんけんきゅうじょ 〜かわいいホモサピだいしゅうごう!!〜）は、中京テレビの制作により、2025年4月2日から日本テレビ系列にて放送されている、バラエティ番組である。

## 概要
「動物目線で人間の生態を観察する」という従来の動物番組とは立場を逆転した形のバラエティー番組。登場する人間を「ホモサピ」と称し、現代人の行動を次々と深掘りしていく。
そのためMC席にはニホンザルやブルドッグなど、様々な動物（声は人間）が名を連ねている。
2024年10月12日・19日に中京ローカルでパイロット版が放送され、2025年4月2日より水曜プラチナイト前半枠（水曜23:59 - 翌0:24）でレギュラー放送されている。

## 出演者

### MC
- ニホンザルのリュウ〈声：秋山竜次（ロバート）〉[注 1]

### レギュラー研究員
- ブルドッグのヒカル〈声：伊集院光〉

## 放送リスト

### パイロット版
| 回 | 放送日時（JST）                    | 放送内容                                                                         | 研究員                                              | 出演者（人間） | 備考 |
| -- | ---------------------------------- | -------------------------------------------------------------------------------- | --------------------------------------------------- | --- | ---- |
| 1  | 2024年10月12日（土） 23:30 - 23:55 | 動物がホモサピ（人間）の変な習性を研究する”逆転アニマルバラエティ”               | オウムのトオル 〈声：堂前透（ロングコートダディ）〉 | 村重杏奈 村上ショージ ガクテンソク（よじょう・奥田修二） 河邑ミク ネイチャーバーガー（三浦リョースケ・笹本はやて） |      |
| 2  | 2024年10月19日（土） 23:30 - 23:55 | ホモサピは性格診断を信じすぎ！？なぜかダメ男を好きになる！？やっぱ人間って変だな | オウムのトオル 〈声：堂前透（ロングコートダディ）〉 | 村重杏奈 パーパー（ほしのディスコ・あいなぷぅ）                                                                    |      |

### レギュラー版

#### 2025年
| 回 | 放送日  | 放送内容 | 研究員                                                | 出演者（人間） | 備考 |
| -- | ------- | --- | ----------------------------------------------------- | --- | --- |
| 1  | 4月2日  | 【激写】M－1芸人･大鶴肥満が浅草路チュー&激眉俳優･加藤諒が切実バイト『本日の研究･有名ホモサピはSNSに怯えてやりたいことやれないらしい』 | インコのカン 〈声：山添寛（相席スタート）〉           | 村重杏奈 大鶴肥満（ママタルト） 夕木こいろ 加藤諒                                                                                                 | |
| 2  | 4月9日  | 【テレビ史上初!?】MCリュウが裏被り強制退場【誰かが着てた古着が好きらしい】ホモサピハヘンダ、ボロイフクガスキ                          | オウムのトオル 〈声：堂前透（ロングコートダディ）〉   | 新山士彦（さや香） 都築拓紀（四千頭身） 河合郁人                                                                                                  | |
| 3  | 4月16日 | 高額支払い発生【人間界の奢り文化っておかしい】先輩･大島麻衣&きむが後輩に奢らせ実験!                                                   | カメのヨウイチ 〈声：渡部陽一〉                       | 村重杏奈 田中美久 大島麻衣 アイドル鳥越 きむ（インディアンス） 松村祥維（ひつじねいり）                                                           | |
| 4  | 4月23日 | 【百獣-1GP】動物に扮して動物たちを笑わせろ! 史上最多エントリーの今大会! 動物ネタの最高峰集結                                          | カメのウダイ 〈声：岩崎う大（かもめんたる）〉         | 村重杏奈 隣人（橋本市民球場・中村遊直） ソマオ・ミートボール ブラゴーリ（塚田裕輝・大ちゃん） 片倉ブリザード バンビーノ（石山タオル・藤田ユウキ） | |
| 5  | 4月30日 | 完結【百獣ー1GP】まさかの満点採点『伝説の110秒』MCリュウが歓喜の涙…「ありがとな」                                                     | カメのウダイ 〈声：岩崎う大（かもめんたる）〉         | 村重杏奈 隣人（橋本市民球場・中村遊直） ソマオ・ミートボール ブラゴーリ（塚田裕輝・大ちゃん） 片倉ブリザード バンビーノ（石山タオル・藤田ユウキ） | |
| 6  | 5月7日  | 薄毛芸人で一番ヘアカットにこだわるのは!? 【ヘアカット耐久ダービー】動物が人間を使ってレースを開催                                     | インコのサカイ 〈声：酒井貴士（ザ・マミィ）〉         | 福留光帆 海原はるか（海原はるか・かなた） 稲田直樹（アインシュタイン） 菊地優志（ワンワンニャンニャン）                                           | |
| 7  | 5月14日 | ニューヨーク参戦! ストリートピアノなぜ弾く? 【理解不能】ストリートおじさんで実験。おじさんの口臭をかぎに多くの人が!?                  | オウムのシマサ 〈声：嶋佐和也（ニューヨーク）〉       | 村重杏奈 屋敷裕政（ニューヨーク） TKda黒ぶち | |
| 8  | 5月21日 | 【ホモサピ万博】歩くだけで大金!? 『モデル･藤田ニコル』&『ボディービルダー･横川尚隆』夜のスキャンダル発覚                              | オウムのサーヤ 〈声：サーヤ（ラランド）〉             | 藤田ニコル 横川尚隆 | |
| 9  | 5月28日 | ホラン千秋&マユリカ中谷を狩る【街中に潜むライオンから逃げきれるか!?】                                                                 | アルマジロのキョン 〈声：きょん（コットン）〉         | ホラン千秋 マユリカ（中谷・阪本） | |
| 10 | 6月5日  | 【波乱】永野が手相占い族・島田に噛みつく「ＶＴＲが長げぇ」収録不能！？テレビ史上初の動物手相占いも！                                  | コールダックのナガノ 〈声：永野〉                     | 島田秀平 村重杏奈 井上瑞稀（KEY TO LIT） | 木曜 0:04 - 0:29の放送。 |
| 11 | 6月18日 | 大御所ヒガシノ（東野幸治）参戦【番組初の１時間ＳＰ】上半期ヒット【Ｍ！ＬＫ＆とろサーモン久保田＆ダディダディ】進化に迫る！            | ヒツジのヒガシノ 〈声：東野幸治〉                     | 村重杏奈 久保田かずのぶ (とろサーモン） 吉田仁人・山中柔太朗（M!LK） 西山ダディダディ                                                             | 番組初の1時間スペシャル（水曜 23:59 - 翌 0:54の放送）。 |
| 12 | 6月25日 | 【無名おじさん握手会に行列】人が並んでるとなぜか並びたくなる人間「楽しさすら失ってる」ＭＣリュウ困惑                                  | インコのクロサワ 〈声：黒沢かずこ（森三中）〉         | 高橋みなみ 村重杏奈 | |
| 13 | 7月2日  | 【ラスト１点】書いてあったらホモサピは何でも買う！？なにわ男子・藤原は大谷翔平グッズを即購入する                                      | アルマジロのクッキー！ 〈声：くっきー!（野性爆弾）〉  | 新山士彦（さや香） 藤原丈一郎（なにわ男子） | |
| 14 | 7月9日  | 音楽を聴くだけで篠田麻里子が絶叫【人は音楽に支配されている】ケツは音楽を聴くだけでムラつく！？                                        | カメのケンコバ 〈声：ケンドーコバヤシ〉               | 藤本敏史（FUJIWARA） 平愛梨 篠田麻里子 ケツ（ニッポンの社長）                                                                                     | |
| 15 | 7月16日 | 【激珍ホモサピ大集合】マジックミラーカーでシニアホモサピの狂演「すごい画だな」動物ＭＣ大興奮                                          | タカアシガニのタナカ 〈声：田中卓志（アンガールズ）〉 | 橋本直（銀シャリ） | |
| 16 | 7月23日 | 【カジサックがテレビ大嫌い宣言】ナガノ激怒！サムネご報告詐欺、スタッフ笑いすぎ…再生回数のための姑息な手段発覚                         | アヒルのナガノ 〈声：永野〉                           | カジサック（キングコング 梶原雄太） 村重杏奈 | |
| 17 | 7月31日 | 【恋愛未経験Ｄの婚活アプリ生活】異次元長文ＬＩＮＥにみちょぱドン引き！人生初の彼女ゲットへの至難の道                                  | ウサギのイタクラ 〈声：板倉俊之（インパルス）〉       | みちょぱ（池田美優） | 同日午前に発生したカムチャツカ半島地震による津波警報が発令したことにより『news zero』が拡大放送になった影響で、通常より30分繰り下げて（木曜0:29 - 0:54）の放送。 |
| 18 | 8月7日  | 【どこまで人を助ける？】おばあちゃんが困っていたら経歴詐称で人助け！？２０代女性が困っていたら家までついていく！？                    | アルマジロのトクイ 〈声：徳井義実（チュートリアル）〉 | 朝日奈央 村重杏奈 | 『男子バスケFIBAアジアカップ グループステージ初戦「日本×シリア」』放送時間延長のため、5分遅れの木曜0:04 - 0:29 の放送。                                          |
| 19 | 8月13日 | 【ＡＩと同棲！人形と事実婚！ホモサピ密着】人間以外に恋をするホモサピに「珍すぎるだろ」ＭＣリュウ＆サーヤ困惑                          | オウムのサーヤ 〈声：サーヤ（ラランド）〉             | 福田麻貴（3時のヒロイン） | |
| 20 | 8月20日 | 【怪談師・島田秀平ＶＳナガノ再び】キャバクラで怪談！史上最悪の環境…怪談で怖がらせることができるか！？                                 | アヒルのナガノ 〈声：永野〉                           | 島田秀平 村重杏奈 | |

## テーマ曲

### 水曜プラチナイトエンディングテーマ
2024年10月から2025年3月までの『水曜プラチナイト』枠のエンディングテーマについては『こどもディレクター』を参照のこと。
2025年
- 4月度エンディングテーマ - First Love is Never Returned「挿入歌」[1]
- 5月度エンディングテーマ - 超ときめき♡宣伝部「世界でいちばんアイドル」[2]
- 6月度エンディングテーマ - First Love is Never Returned「僕らの行進曲」[3]
- 7月度エンディングテーマ - LIL LEAGUE from EXILE TRIBE「真夏ノ花火」[4]
- 8月度エンディングテーマ - アイナ・ジ・エンド「革命道中」[5]

## ネット局
| 放送対象地域   | 放送局                    | 系列                                               | 放送日時            | ネット状況 |
| -------------- | ------------------------- | -------------------------------------------------- | ------------------- | ---------- |
| 中京広域圏     | 中京テレビ（CTV）         | 日本テレビ系列                                     | 水曜 23:59 - 翌0:24 | 制作局     |
| 北海道         | 札幌テレビ（STV）         | 日本テレビ系列                                     | 水曜 23:59 - 翌0:24 | 同時ネット |
| 青森県         | 青森放送（RAB）           | 日本テレビ系列                                     | 水曜 23:59 - 翌0:24 | 同時ネット |
| 岩手県         | テレビ岩手（TVI）         | 日本テレビ系列                                     | 水曜 23:59 - 翌0:24 | 同時ネット |
| 宮城県         | ミヤギテレビ（MMT）       | 日本テレビ系列                                     | 水曜 23:59 - 翌0:24 | 同時ネット |
| 秋田県         | 秋田放送（ABS）           | 日本テレビ系列                                     | 水曜 23:59 - 翌0:24 | 同時ネット |
| 山形県         | 山形放送（YBC）           | 日本テレビ系列                                     | 水曜 23:59 - 翌0:24 | 同時ネット |
| 福島県         | 福島中央テレビ（FCT）     | 日本テレビ系列                                     | 水曜 23:59 - 翌0:24 | 同時ネット |
| 関東広域圏     | 日本テレビ（NTV）         | 日本テレビ系列                                     | 水曜 23:59 - 翌0:24 | 同時ネット |
| 山梨県         | 山梨放送（YBS）           | 日本テレビ系列                                     | 水曜 23:59 - 翌0:24 | 同時ネット |
| 新潟県         | テレビ新潟（TeNY）        | 日本テレビ系列                                     | 水曜 23:59 - 翌0:24 | 同時ネット |
| 長野県         | テレビ信州（TSB）         | 日本テレビ系列                                     | 水曜 23:59 - 翌0:24 | 同時ネット |
| 静岡県         | 静岡第一テレビ（SDT）     | 日本テレビ系列                                     | 水曜 23:59 - 翌0:24 | 同時ネット |
| 富山県         | 北日本放送（KNB）         | 日本テレビ系列                                     | 水曜 23:59 - 翌0:24 | 同時ネット |
| 石川県         | テレビ金沢（KTK）         | 日本テレビ系列                                     | 水曜 23:59 - 翌0:24 | 同時ネット |
| 福井県         | 福井放送（FBC）           | 日本テレビ系列                                     | 水曜 23:59 - 翌0:24 | 同時ネット |
| 近畿広域圏     | 読売テレビ（ytv）         | 日本テレビ系列                                     | 水曜 23:59 - 翌0:24 | 同時ネット |
| 鳥取県・島根県 | 日本海テレビ（NKT）       | 日本テレビ系列                                     | 水曜 23:59 - 翌0:24 | 同時ネット |
| 広島県         | 広島テレビ（HTV）         | 日本テレビ系列                                     | 水曜 23:59 - 翌0:24 | 同時ネット |
| 山口県         | 山口放送（KRY）           | 日本テレビ系列                                     | 水曜 23:59 - 翌0:24 | 同時ネット |
| 徳島県         | 四国放送（JRT）           | 日本テレビ系列                                     | 水曜 23:59 - 翌0:24 | 同時ネット |
| 香川県・岡山県 | 西日本放送（RNC）         | 日本テレビ系列                                     | 水曜 23:59 - 翌0:24 | 同時ネット |
| 愛媛県         | 南海放送（RNB）           | 日本テレビ系列                                     | 水曜 23:59 - 翌0:24 | 同時ネット |
| 高知県         | 高知放送（RKC）           | 日本テレビ系列                                     | 水曜 23:59 - 翌0:24 | 同時ネット |
| 福岡県         | 福岡放送（FBS）           | 日本テレビ系列                                     | 水曜 23:59 - 翌0:24 | 同時ネット |
| 長崎県         | 長崎国際テレビ（NIB）     | 日本テレビ系列                                     | 水曜 23:59 - 翌0:24 | 同時ネット |
| 熊本県         | くまもと県民テレビ（KKT） | 日本テレビ系列                                     | 水曜 23:59 - 翌0:24 | 同時ネット |
| 大分県         | テレビ大分（TOS）         | - 日本テレビ系列 - フジテレビ系列                  | 水曜 23:59 - 翌0:24 | 同時ネット |
| 宮崎県         | テレビ宮崎（UMK）         | - フジテレビ系列 - 日本テレビ系列 - テレビ朝日系列 | 水曜 23:59 - 翌0:24 | 同時ネット |
| 鹿児島県       | 鹿児島読売テレビ（KYT）   | 日本テレビ系列                                     | 水曜 23:59 - 翌0:24 | 同時ネット |

## スタッフ
本番組のスタッフロールはプラチナイト後半枠のドラマパート（現在は『海老だって鯛が釣りたい』、木曜 0:24 - 0:54（水曜深夜））終了時にドラマパートのスタッフロールと併せて流れており、人間はすべてカタカナでの表記となっている（例：トリイ・タイガ）。
レギュラー版
- 企画・総合演出 - 鳥居大雅（中京テレビ）
- 演出 - 田中亮（SION）
- 動物監修 - 成島悦雄
- ナレーション - 村杉明彦【毎週】、古田あやこ【不定期】
- 構成 - 北本かつら、大井洋一、さかもと良助、吉岡秀侑
- カメラ - 稲本健汰、大澤民典
- 音声 - 玉城善彦、小澤真琴
- 照明 - 野口翔矢、米満優莉
- 美術プロデューサー - 木村文洋
- デザイナー - 寺本夏実
- 美術進行 - 太田菜摘
- 大道具 - 山本和成
- 大道具操作 - 大原隆
- 電飾 - 石井誠
- 装飾 - 藤生由紀
- アクリル装飾 - 伊藤幸枝
- 技術協力 - SWISH JAPAN、TMC、NiTRO
- 美術協力 - フジアール
- イラスト - レイデザイン【不定期】
- タイトルデザイン - 山崎信
- OPCG - 天野靖子
- TK - 梅澤和世
- EED - 坂本亮、糸山堅太、増森寛樹、桑原啓樹、葛西麗央【週替り】
- 音効 - 鏑木太郎
- MA - 久米川広成、小川智生【週替り】
- 編成 - 霜圭太郎、川畑宏海→川崎博勝（中京テレビ）
- デスク - 松丸智美（中京テレビ）
- AP - 松田早紀
- AD - 澁谷琴音、三井悠輔（LOGIC ENTERTAINMENT）、井上梓、猪狩緋菜（ドラゴンエンタテインメント）、細川新太（SION）、倉本彩花、山下凜、高瀬まお【週替り】
- ディレクター - 戸笈大智（MMJ）、薄龍之介、杉山颯、田邊恒平・神谷洸太朗（SION）、木村亮、濱名祐太（LOGIC ENTERTAINMENT）、田中大和【週替り】
- プロデューサー - 鈴木希巳江（SION）、宇佐美昭（中京テレビ）
- チーフプロデューサー - 芦田雄祐（中京テレビ）
- 制作協力 - SION
- 製作著作 - 中京テレビ

パイロット版
- 企画・総合演出 - 鳥居大雅（中京テレビ）
- ナレーション - 岡田健太郎（中京テレビ）
- 構成 - 北本かつら、さかもと良助、吉岡秀侑
- カメラ - 稲本健汰、永澤剛
- 音声 - 玉城善彦、小澤真琴
- 照明 - 野口翔矢、白石弘志
- 美術プロデューサー - 木村文洋
- 美術進行 - 太田菜摘
- 装飾 - 高祖朋代
- アクリル - 松本健
- アクリル装飾 - 伊藤幸枝
- オブジェ - 西村玲子
- 技術協力 - SWISH JAPAN、千代田ビデオ、NiTRO
- 美術協力 - フジアール
- タイトルデザイン - 山崎信
- TK - 梅澤和世
- OPCG - 天野靖子
- 音楽制作 - アイカワユイ
- 音効 - 鏑木太郎
- EED - 坂本亮
- MA - 小川智生
- 編成 - 浅田大道（中京テレビ）
- 宣伝 - 石川佳奈（中京テレビ）
- デスク - 松丸智美（中京テレビ）
- AP - 宇佐美昭（中京テレビ）
- AD - 戸笈大智（MMJ）、澁谷琴音、三井悠輔（LOGIC ENTERTAINMENT）
- ディレクター - 福盛健太、川戸涼平（全力カンパニー）、濱名祐太（LOGIC ENTERTAINMENT）
- チーフディレクター - 前川コーファン
- プロデューサー - 芦田雄祐（中京テレビ）
- 制作協力 - 全力カンパニー
- 製作著作 - 中京テレビ